# 強化子

又可譯為强化子，是DNA上一小段可與蛋白質（反式作用因子；trans-acting factor）結合的區域，與蛋白質結合之後，基因的轉錄作用將會加強。強化子可能位於基因上游，也可能位於下游。且不一定接近所要作用的基因，甚至不一定與基因位於同一染色體。這是因為染色質的纏繞結構，使序列上相隔很遠的位置也有機會相互接觸。

## 增强子位置
在真核生物细胞裡，DNA的染色质复合体结构像原核生物的超螺旋一样折叠。虽然增强子与基因相距很多核苷酸，但在几何上两者距离很近。使增强子与通用转录因子及RNA聚合酶Ⅱ的相互作用成为可能。增强子可以在被它调控基因的上游或下游。而且增强子不一定靠近转录起始位点才能调控基因转录，已发现有些距离达几十万碱基对。增强子通过与激活蛋白的结合对启动子（不直接对启动子本身）起作用。这些激活蛋白与中介體相互作用，后者通过與RNA聚合酶II和总转录因子結合开始基因转录。曾经在内含子内发现增强子。有时增强子的方向颠倒后并不影响它的功能。而且增强子可被切除并插入到染色体的其他位置，仍然影响基因转录。这就是虽然内含子并不转录但其多态性会起作用。

## 理论
目前对于增强子诱发的信息处理有两个不同的理论：
- 增强子体（英语：Enhanceosome）——依赖高度合作协调行动，可被移动或去除单一蛋白结合位点的单一点突变破坏。
- 灵活的公告牌——整合性不强，多种蛋白独立调控基因表达，其作用的总和被基础转录机制读取。

## 特性
1. 與方向性無關：方向性不影響它的功能。
2. 與位置無關：可位在轉錄起始點上游，也可以在下游。
3. 與距離無關：即使調控的基因距離四個鹼基對，仍具有功能。
4. 與組織特異性：某種增強子只會提高某種組織的基因進行轉錄。

## HACNS1
HACNS1（又叫CENTG2，位于人加速区二）是对（独特相对人手指和可能改造脚踝以适应人类两腿行走）进化有贡献的一个基因增强子。如今有证据显示在人类基因组发现的十一万基因增强子中HACNS1在人类与祖先黑猩猩分道扬镳之后的进化过程中变化最大。

## 外部連結
- 醫學主題詞表（MeSH）：Enhancer+Elements+(Genetics)
- 醫學百科─強化子 （页面存档备份，存于）
- 真核生物的基因調控